# Буда (Ілфов)
Буда (рум. Buda) — село у повіті Ілфов в Румунії. Входить до складу комуни Корнету.
Село розташоване на відстані 18 км на південний захід від Бухареста, 147 км на південь від Брашова.

## Населення
За даними перепису населення 2002 року у селі проживали 39 осіб. Усі жителі села рідною мовою назвали румунську.
Національний склад населення села:
| Національність | Кількість осіб | Відсоток |
| -------------- | -------------- | -------- |
| румуни         | 28             | 71,8%    |
| цигани         | 11             | 28,2%    |